# Sandra Sell
Sandra Sell (* 24. Februar 1989) ist eine ehemalige  deutsche Volleyballspielerin.

## Karriere
Sell begann mit dem Volleyball bei ihrem Heimatverein SG Rotation Prenzlauer Berg in Berlin und spielte dann bis 2007 beim Nachwuchsteam VC Olympia Rhein-Neckar in Heidelberg. Zum Abschluss nahm die Außenangreiferin mit den deutschen Juniorinnen an der Weltmeisterschaft der U20 in Thailand teil. Danach wechselte die Nationalspielerin zum Bundesligisten Köpenicker SC. 2012 beendete Sell nach 13 Jahren Volleyball ihre Karriere aus privaten und gesundheitlichen Gründen.